# Lethe ratnapandi
Lethe ratnapandi är en fjärilsart som beskrevs av Hans Fruhstorfer 1911. Lethe ratnapandi ingår i släktet Lethe och familjen praktfjärilar. Inga underarter finns listade i Catalogue of Life.